# استانیسلاو چلبوسکی
استانیسلاو چلبوسکی (زاده ۱۸۳۵ – درگذشته ۱۸۸۴) (به لهستانی: Stanisław Chlebowski) نقاش لهستانی با تبار ترک و روس است. وی در رسم موضوعات مربوط به شرق مهارت بسیار زیادی داشت.
مابین سالهای ۱۸۶۴–۱۸۷۶ او نقاش مخصوص سلطان عبدالعزیز امپراتور عثمانی بود و در سال ۱۸۷۶ به پاریس رفت.